# Tunnel du Galibier
Le tunnel du Galibier est un tunnel routier de France situé à la limite des départements des Hautes-Alpes et de la Savoie, dans les Alpes françaises, sous le col du même nom.

## Architecture
Le tunnel a une longueur d'environ 366,5 mètres,. Après sa rénovation, il a en 2002 une largeur de 4 mètres.

## Histoire

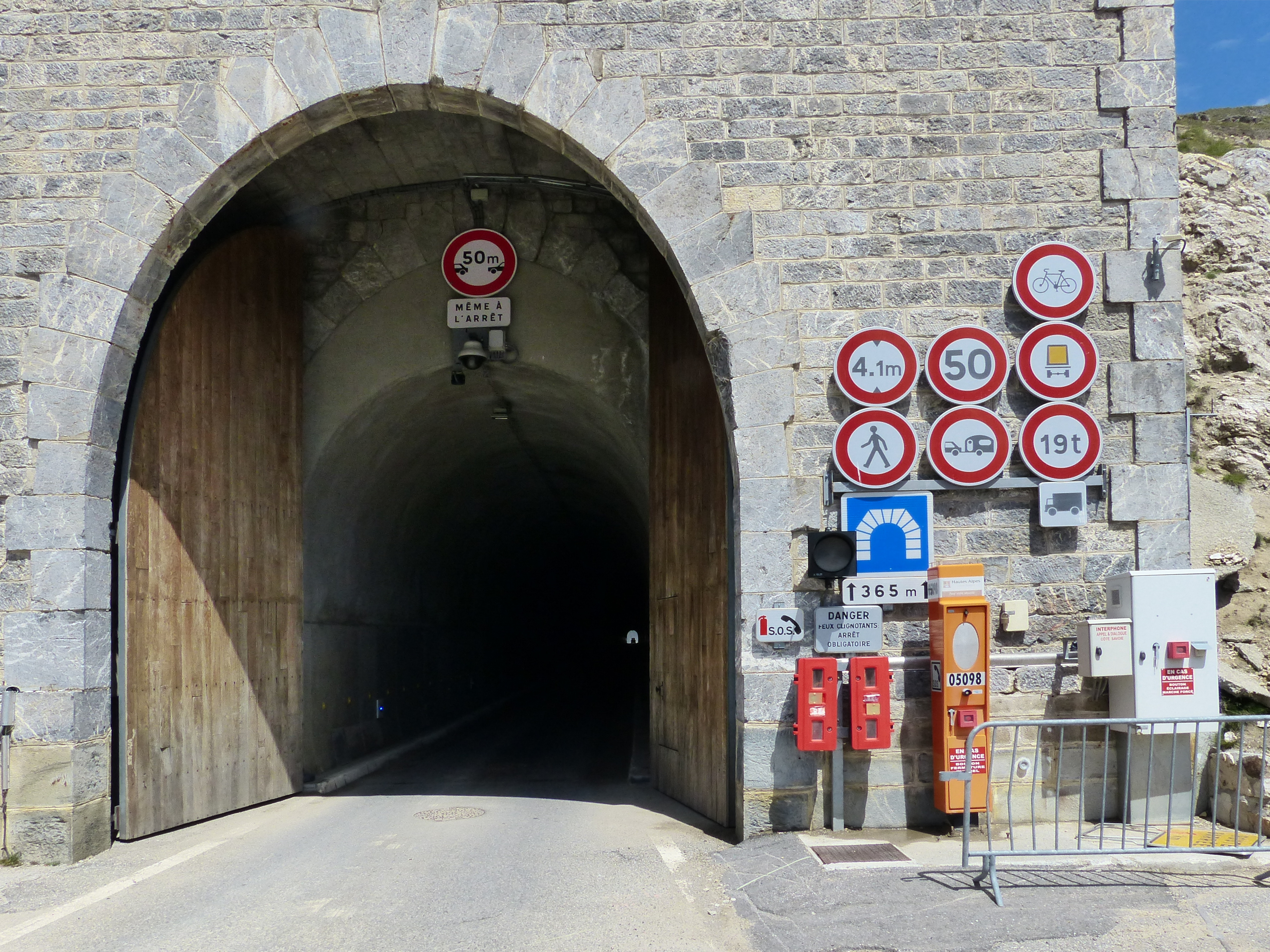
L'entrée sud du tunnel.
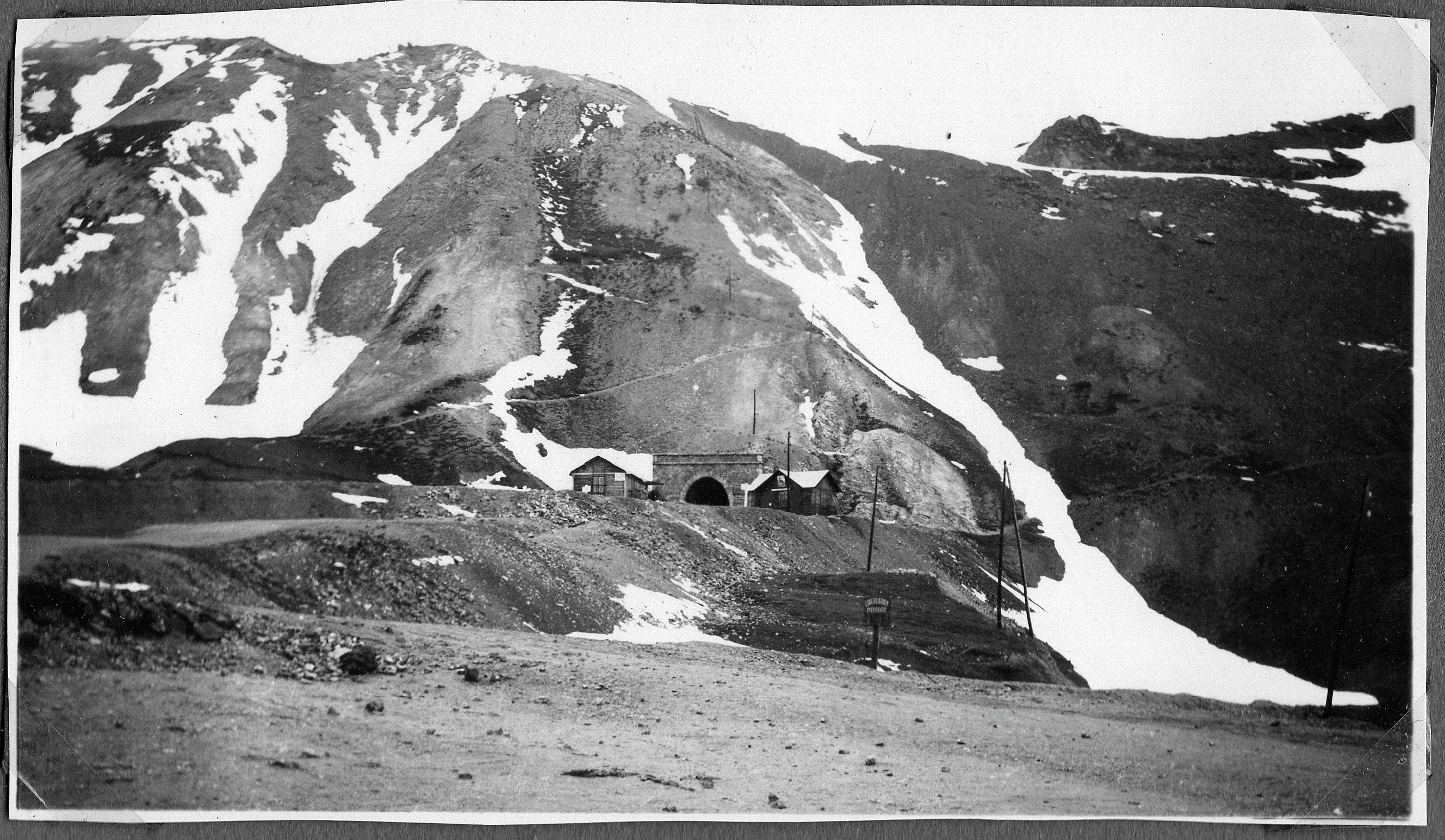
En 1936,
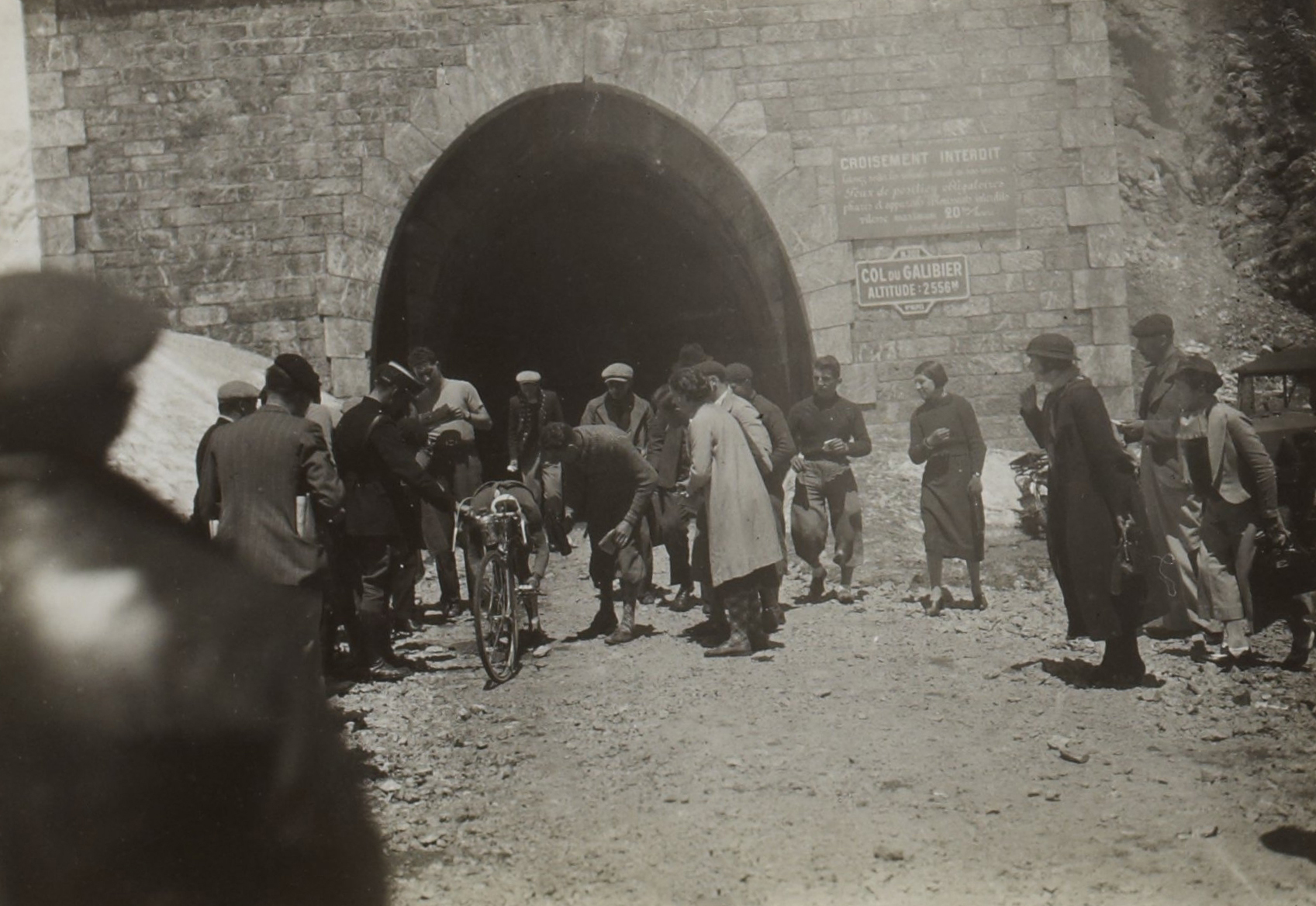
au passage du tour de France.

L'itinéraire passant par le col du Galibier permet de relier la Savoie aux Hautes-Alpes. Cet itinéraire est ancien. En 1709, un chemin militaire stratégique est aménagé pour relier le col du Lautaret (dans le royaume de France) à Saint-Michel-de-Maurienne (alors dans le duché de Savoie). En 1860, le duché de Savoie est rattaché à la France. Dans la seconde moitié du XIXe siècle, la création d'une route carrossable, là encore stratégique pour l'armée, est entreprise, de même que la réalisation du tunnel. Une casemate (« blockhaus du Galibier ») est également bâtie non loin du tunnel,. Le tracé de la route a connu plusieurs modifications jusque dans la première moitié du XXe siècle.
Percé en 1886 ou 1891, le tunnel du Galibier est le dernier maillon de la route reliant Hautes-Alpes et Savoie à cet endroit. Situé plus bas (2 556 mètres d'altitude) que le col (2 642 mètres d'altitude) et permettant de ne pas emprunter ce dernier, il en fait à cette date « le plus haut col carrossable d’Europe ».
La première fois que le Tour de France cycliste (créé en 1903) atteint le col du Galibier, l'étape prend fin à l'entrée de ce tunnel. Jusqu'en 1974, lorsque le Tour de France franchit le col du Galibier, c'est par le tunnel que les coureurs passent ; le premier franchissement du col lui-même a lieu en 1979.
Le tunnel est fermé à la circulation en 1976 car jugé dangereux (sa voûte s'affaissant) et remplacé par la route passant par le col créée en remplacement du tunnel. Rénové en 2002,, il est rouvert à la circulation automobile de manière alternée (avec un dispositif de feux tricolores) et partielle ; les cyclistes et les piétons ne peuvent l'emprunter. En ce qui concerne les camions, leur accès au tunnel est limité à ceux ayant un poids inférieur à 19 tonnes (l'accès à la route passant par le col ayant une limite à 3,5 tonnes). Le tunnel permet souvent, en début de saison d'ouverture de la route départementale, un accès plus précoce que si la route passait uniquement par le col.